# Alfabeto cirílico
O alfabeto cirílico, também conhecido como azbuka, é um alfabeto cujas variantes são utilizadas para a grafia de seis línguas nacionais eslavas (bielorrusso, búlgaro, macedônio, russo, sérvio e  ucraniano), além do ruteno e outras línguas extintas. Para além disso, é usado por várias línguas não eslavas faladas na antiga União Soviética, como o mongol, o cazaque, o usbeque, o quirguiz e o tajique, entre outras da Europa Oriental, do Cáucaso e da Sibéria.
Desde 2019, cerca de 250 milhões de pessoas na Eurásia usam o cirílico como a escrita oficial de suas línguas nacionais, com a Rússia representando cerca de metade delas. Com a entrada da Bulgária na União Europeia (UE), em 1 de janeiro de 2007, o cirílico tornou-se, ao lado do latino e do grego, o terceiro alfabeto oficial da UE.

## História

### Nome e criação

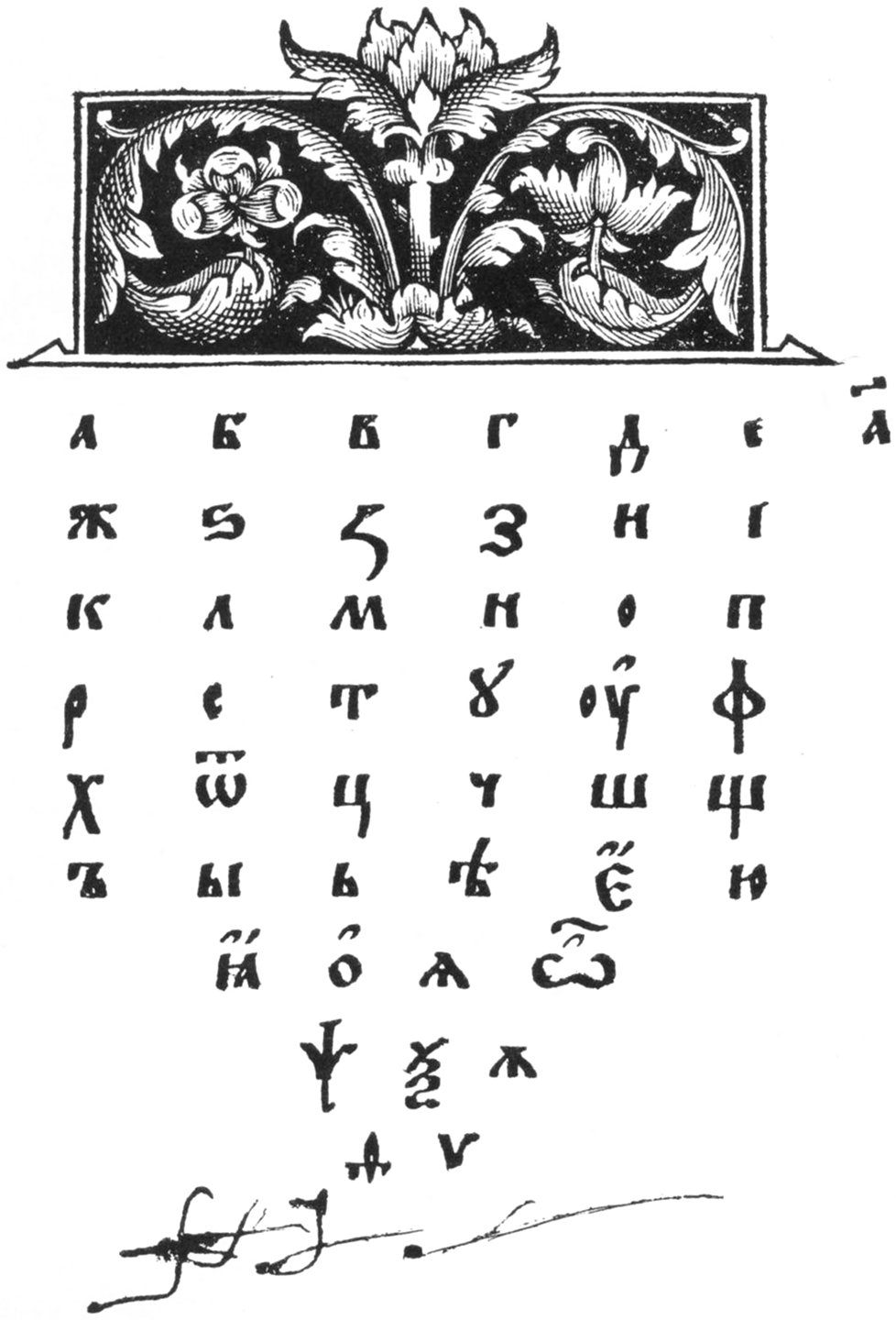
Página de Azbuka, o primeiro livro sobre a língua russa, impresso por Ivan Fyodorov em 1574. A página mostra o alfabeto cirílico.

A história tradicional conta que o alfabeto cirílico, bem como o alfabeto glagolítico, foi criado ou formalizado por dois missionários cristãos bizantinos, São Cirilo e São Metódio, no século IX, com o objetivo de transcrever a Bíblia para as línguas eslavas. A ideia, entretanto, é objeto de disputa acadêmica. Paul Cubberly sugere que Cirilo pode ter codificado e expandido o alfabeto glagolítico, mas teriam sido seus estudantes da Escola Literária de Preslava, notadamente Constantino de Preslava, que adaptaram o cirílico a partir do grego uncial, como um sistema de escrita mais adequado para os textos eclesiásticos. Atribui-se ainda a criação e/ou difusão a membros da Escola Literária de Ocrida, em especial a Clemente de Ocrida.
O que parece certo é que o alfabeto cirílico, nomeado em homenagem a Cirilo, o Filósofo, foi desenvolvido e difundido durante o Primeiro Império Búlgaro, razão pela qual alguns defendem que o cirílico seja chamado de alfabeto búlgaro. A maior parte de suas letras teria derivado do alfabeto grego na escrita uncial, complementado para os sons não encontrados no grego com letras do alfabeto glagolítico, que teriam derivado, por sua vez, da escrita hebraica.

### Difusão
Pouco após a sua criação, o alfabeto cirílico popularizou-se rapidamente como escrita eclesiástica. As escolas literárias de época produziram extensa literatura em "búlgaro antigo", que veio a ser conhecida como antigo eslavo eclesiástico. O antigo eslavo, escrito em cirílico, tornou-se língua franca em todo o Leste Europeu.
Em torno de 1700, durante as reformas de Pedro, o Grande na Rússia, o alfabeto cirílico ganhou uma versão russa simplificada e normalizada. No século XIX, foram normalizadas também as versões búlgara e sérvia, enquanto o romeno deixou o cirílico para adotar o alfabeto latino. No fim do século XIX, surgiram mais duas normalizações do cirílico: a bielorrussa e a ucraniana. Graças à expansão territorial da Rússia e, no século XX, à formação da União Soviética, o alfabeto cirílico difundiu-se pela Ásia, sendo adotado por diversas línguas não eslavas.
Com a entrada da Bulgária na União Europeia (UE), em 1.º de janeiro de 2007, o cirílico tornou-se, ao lado do latino e do grego, o terceiro alfabeto oficial da UE.

## Uso
O alfabeto cirílico é o sistema de escrita oficial de seis línguas nacionais eslavas: bielorrusso, búlgaro, macedônio, russo, sérvio e ucraniano. Cinco dessas línguas pertencem a países relativamente homogêneos linguisticamente, mas o russo é falado como segunda língua por boa parte da população russa, e já o foi por uma parcela ainda maior da população da antiga União Soviética. A atual Rússia possui 21 repúblicas autônomas, cada uma delas com o direito constitucional de escolher sua própria língua oficial. Com isso, há diversas línguas não eslavas, dentro e fora do território russo, cuja escrita padrão é a cirílica.

Usa apenas o alfabeto cirílico
Usa o cirílico cooficialmente com outras escritas (seja porque a língua oficial usa duas escritas, ou o estado é bilíngue)
Alfabeto cirílico sendo trocado pelo alfabeto latino, mas ainda em uso
Escrita herdada para a língua oficial, ou utilização por uma grande minoria

No Cáucaso, uma parte da grande variedade de línguas faladas adota o cirílico, disputando espaço ainda hoje com as escritas árabe, georgiana e latina. Na Ásia Central, ainda ocorrem disputas similares entre alfabetos. Hoje em dia, três das línguas nacionais centro-asiáticas (cazaque, tajique e língua quirguiz) adotam exclusivamente o cirílico; o usbeque está em processo de transição para o alfabeto latino e o turcomeno já o adota completamente. Alguns políticos tajiques consideram adotar a escrita persa. Ainda na Ásia Central, a etnia chinesa Tungani também adota a escrita cirílica para sua língua de família chinesa.

### Cirilização
Da mesma maneira que acontece com o alfabeto latino, diversas línguas possuem sistemas oficiais de transcrição fonética de suas escritas locais para o alfabeto cirílico, de forma a facilitar a troca de informações. Dentre eles, podemos citar o Sistema Palladius de transcrição do mandarim (construída em analogia aos sistemas de romanização pinyin e Wade-Giles), o sistema de Yevgeny Polivanov para o japonês e o sistema Kontsevich de transcrição do coreano. Existem, também, alguns sistemas de transcrição de palavras inglesas e francesas para o alfabeto russo.

## Caracteres

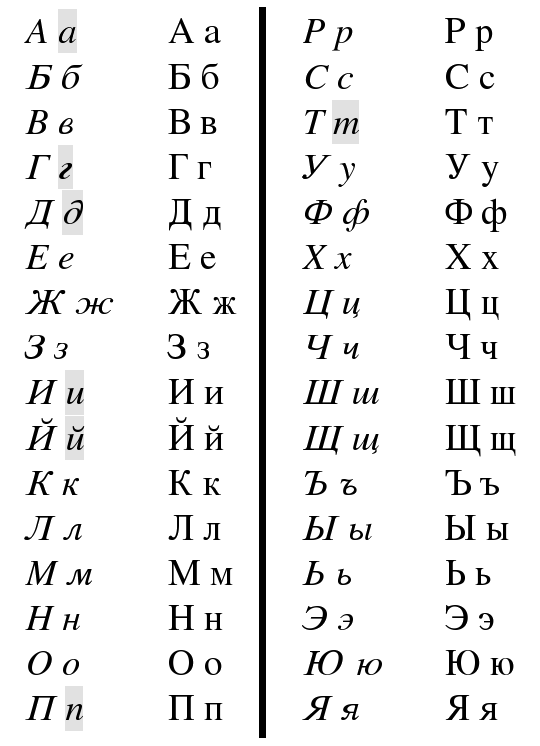
Alfabeto cirílico em variantes itálica e regular

O alfabeto cirílico arcaico possuía 44 letras: А, Б, В, Г, Д, Е, Ж, Ѕ, З, И, І, К, Л, М, Н, О, П, Ҁ, Р, С, Т, Ѹ, Ф, Х, Ѡ, Ц, Ч, Ш, Щ, Ъ, Ꙑ, Ь, Ѣ, Ꙗ, Ѥ, Ю, Ѧ, Ѫ, Ѩ, Ѭ, Ѯ, Ѱ, Ѳ e Ѵ. Em cada uma das línguas eslavas, esse alfabeto foi modificado e padronizado de diferentes formas, de tal modo que não podemos falar em um alfabeto cirílico moderno padrão. O mais próximo disso que temos é o alfabeto russo, o mais difundido dentre os cirílicos modernos.

### Alfabeto russo

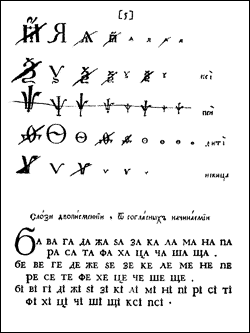
Manuscrito com marcas de Pedro I, no processo de escolha de que formas e letras deixariam a escrita cirílica russa

Na reforma ortográfica promovida por Pedro, o Grande (1672–1725), o alfabeto russo deixou para trás os yuses (Ѫ, Ѭ, Ѧ, Ѩ) e quatro letras gregas que poderiam ser substituídas por pares cirílicos: ѕ (дз), ѯ (кс), ѱ (пс) e ѡ (o). Além disso, foram eliminados todos os diacríticos, exceto й. 
Ao longo do século XIX (oficializado na reforma de 1918), foram perdidas outras letras que subsistiam por motivos etimológicos e não fonéticos: ѳ (soava como ф), ѣ (soava como е), і e ѵ (soavam como и). Em paralelo, foram adicionados a letra э, para diferenciar do е palatalizado, e ё, para diferenciar /jo/ de  /je/, levando o russo ao seu alfabeto de 33 letras: А, Б, В, Г, Д, Е, Ё, Ж, З, И, Й, К, Л, М, Н, О, П, Р, С, Т, У, Ф, Х, Ц, Ч, Ш, Щ, Ъ, Ы, Ь, Э, Ю e Я.

### Outros alfabetos eslavos
O alfabeto búlgaro é igual ao russo, exceto pela ausência das letras Ё, Ы e Э. O alfabeto bielorrusso troca И por І, não possui Ъ mas tem Ў e o apóstrofo (’). O alfabeto ucraniano não possui Ъ, Ы, ё, Э mas preservou І, Ї, Є e a forma com diacrítico Ґ.
O alfabeto cirílico sérvio, com atualização em 1818 pelo linguista sérvio Vuk Karadžić, possui diferenças mais expressivas. Karadžić reteve apenas 24 das letras eslavas (eliminando Щ, Ъ, Ы, Ь, Ю e Я, além das que foram eliminadas também no russo), adicionando a letra latina j e criando cinco novas letras: Љ (Л + Ь), Њ (Н + Ь), Џ, Ћ e Ђ (adaptadas do glagolítico).

### Alfabetos não eslavos
Para adaptar-se às línguas não eslavas, o alfabeto cirílico precisa lançar mão de recursos mais abrangentes, tais como:

#### Ligaturas
Uma ligadura tipográfica é a fusão de duas ou mais letras em um novo glifo ou caractere. Uma ligatura pode ser apenas estilística, bem como pode gerar novas letras que representem sons específicos. Na escrita sérvia, duas letras foram criadas por ligatura: Љ e Њ, correspondentes aos dígrafos portugueses lh e nh.

#### Dígrafos e trígrafos
Outra maneira de representar novos sons é o uso de dígrafos, isto é, pares de letras que, juntas, representam um som diferente dos que representam as letras isoladamente. Por exemplo, o checheno, uma língua caucasiana, utiliza alguns dígrafos vocálicos, como аь (/æ/) e ёь (/jø/), além de dígrafos consonantais como гӀ (/ɣ/) ou хь (/ħ/). Nenhum desses sons existe nas línguas eslavas. Similarmente, um trígrafo é um conjunto de três letras que representam um novo som. O checheno possui o trígrafo рхӀ (/r̥/).

#### Diacríticos
Diacríticos ou acentos são pequenos sinais colocados sobre, sob ou através de uma letra para modificar ou adaptar seu som. A língua basquir utiliza sinais sob as letras similares a cedilhas, como Ҙ e Ҫ, para representar as consoantes fricativas dentais /ð/ e /θ/.  A língua cazaque usa o У com um traço transversal (Ұ) para representar a vogal fechada arredondada /ʊ/.

#### Novas letras
Por fim, outra maneira de incorporar novos sons é incluir letras oriundas de diferentes alfabetos. Esse processo é relativamente pouco comum no alfabeto cirílico, mas exemplos disso são o Ӕ osseto, provavelmente originado da ligadura latina Æ, e o Ҩ da língua abcázia, que representa a consoante labiopalatal aproximante /ɥ/.

## Codificação

### Unicode
No Unicode 6.0, as letras do cirílico, incluindo alfabetos nacionais e históricos, são representados pelos seguintes blocos:
- Cirílico U+0400–U+04FF
- Cirílico - Suplemento U+0500–U+052F
- Cirílico Estendido A U+2DE0–U+2DFF
- Cirílico Estendido B U+A640–U+A69F

Outros dois caracteres derivados do cirílico encontram-se em U+1D2B and U+1D78.
Os caracteres entre U+0400 e U+045F são os mesmos definidos pelo ISO 8859-5. Na faixa entre U+0460 e U+0489 situam-se as letras históricas, que não são mais usadas. Entre U+048A e U+052F há letras adicionais para várias línguas escritas com cirílico.
Como regra geral, o Unicode não inclui letras cirílicas acentuadas. Algumas exceções são:
- combinações que são consideradas letras separadas nos seus respectivos alfabetos, como Й, Ў, Ё, Ї, Ѓ, Ќ;
- as duas combinações mais frequentes, ortograficamente exigidas para distinguir homônimos em búlgaro e macedônio Ѐ, Ѝ;
- algumas combinações de letras eclesiásticas: Ѷ, Ѿ, Ѽ.

Para indicar vogais longas ou tônicas, é possível combinar marcas diacríticas com as letras, como, por exemplo em  ы́ э́ ю́ я́ ).
Algumas línguas, incluindo o eslavo eclesiástico, ainda não são totalmente suportadas.